# Ivars kulle

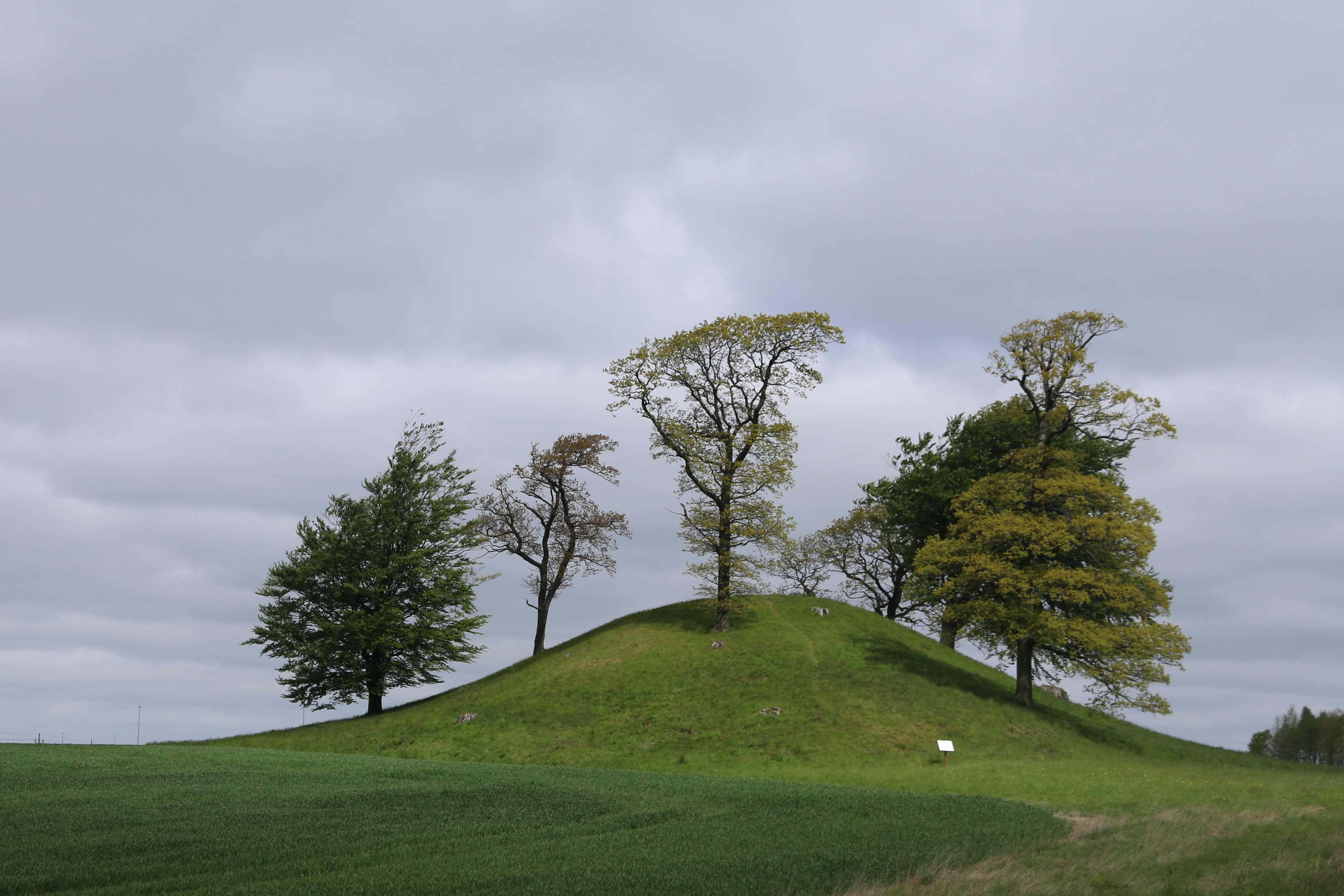
Ivars kulle

Ivars kulle (auch Kung Inges hög oder Sperlingsholm genannt) im Kirchspiel Övraby, nordöstlich von Halmstad in Halland in Schweden ist ein Grabhügel aus der Bronze- oder Eisenzeit. Ivars kulle liegt östlich der E6 zwischen Malmö und Göteborg, südlich der Kreuzung mit dem Riksväg 26. 
Der größte Grabhügel Hallands ist vier Meter hoch und hat etwa 40 m Durchmesser. Er liegt auf einer etwa 3,0 m hohen Moräne, die durch das Inlandeis geschaffen wurde. Bei einer Teilausgrabung wurden 1972 fünf Gräber aus der Bronzezeit gefunden.
Laut dem lokalen Historiker Harry Hedin stammt der Name „Ivars Hügel“ von einer Person namens Givar Gunnarsson, die in den Jahren 1717 bis 1756 Eigentümer des Landes war. Danach wurde der Hügel auf Landkarten und Vermessungsdokumenten als „Iwe Wång“ (1756), „Giwa Hill“ (1775), „Ifva Wang“ (1801) und „Gifwa Hill“ (1823) aufgeführt. 1956 hat das Ortsnamenarchiv den Hügel als „Ivars kulle“ bezeichnet und so wird er auch lokal genannt. 